# FC Eendracht Hekelgem
FC Eendracht Hekelgem is een voormalige Belgische voetbalclub uit Hekelgem, een deelgemeente van het Brabantse Affligem. De club was bij de Belgische Voetbalbond aangesloten met stamnummer 6826 en had rood-witte clubkleuren. Op het eind van de jaren 90 was de club opgeklommen tot in Tweede Klasse. In 2001 ging Eendracht Hekelgem uiteindelijk op in een fusie met FC Denderleeuw tot FC Denderleeuw EH.

## Geschiedenis
FC Eendracht Hekelgem werd opgericht in 1963 en sloot toen aan bij het Katholiek Sportverbond, een amateurvoetbalbond. In 1965 sloot de club dan aan bij de Belgisch Voetbalbond KBVB en kreeg stamnummer 6826 toegewezen. Eendracht Hekelgem ging in 1965/66 dan van start in Vierde Provinciale Brabant.
De club kende een goed begin en speelde reeds na twee jaar kampioen. Nog vijf seizoen later werd men zelfs kampioen in Derde Provinciale met een promotie naar Tweede Provinciale tot gevolg. Dit verblijf duurde slechts drie seizoenen en in 1975 zakte Hekelgem terug naar Derde Provinciale. De club eindigde er regelmatig in de kop van de klassering maar slaagde er het komende decennium niet in te promoveren.
Op het eind van de jaren 80 maakte Eendracht Hekelgem voor de eerste maal een opgang. De ploeg speelde kampioen in 1988 in Derde Provinciale en herhaalde dit twee seizoen later in Tweede Provinciale. In 1990/91 trad Hekelgem voor het eerst in zijn geschiedenis zo aan in Eerste Provinciale. De club bleef sterk presteren en speelde er dit eerste seizoen meteen kampioen. Hekelgem mocht vanaf 1991/92 in de nationale Bevordering van start gaan. In het eerst seizoen strandde Hekelgem al meteen op een tweede plaats, de komende seizoenen eindigde men in de middenmoot.
Halverwege de jaren 90 zou Hekelgem echter zijn tweede opmars maken. In 1996/97 dwong Hekelgem voor het eerst een plaats in de promotie-eindronde af, maar kende daar geen succes. Het seizoen erop kreeg Hekelgem een nieuwe kans na het behalen van de eindronde en ditmaal was men wel succesvol. Hekelgem stootte door naar Derde Klasse. Ook daar ging Hekelgem door op zijn elan. Eendracht pakte een periodetitel en mocht opnieuw deelnamen aan een promotie-eindronde. Hekelgem dwong daarin een finaleplaats af, maar verloor er van KMSK Deinze. De tweedeklassers KFC Herentals en KFC Verbroedering Geel fusioneerden echter; een extra plaats kwam vrij in de reeks en Eendracht Hekelgem promoveerde zo door naar Tweede Klasse. Het eerste seizoen eindigde men op een 12de plaats, waardoor men het verblijf kon verlengen. In 2000/01 eindigde Hekelgem echter als voorlaatste op een rechtstreekse degradatieplaats.
In 2001 werd Eendracht Hekelgem dan opgeslorpt door de Oost-Vlaamse club FC Denderleeuw in de nieuwe fusieclub FC Denderleeuw EH. Het stamnummer en de clubkleuren van Denderleeuw bleven behouden. Het stamnummer 6826 van Eendracht Hekelgem verdween. Met Frans Krauch, Chris Guldemont en Hekelgemvoorzitter Patrick De Doncker kwamen 3 van de 9 leden van de beheerraad uit Eendracht Hekelgem, de rest kwam van FC Denderleeuw. De bouwcentrale van Patrick De Doncker zou hoofdsponsor worden van de nieuwe club.
Na de fusie werd een nieuwe club opgericht onder de naam FC Eendracht Affligem. Deze club teerde op oude medewerkers van Hekelgem en behield de roodwitte kleuren. Die club sloot zich aan bij de KBVB onder stamnummer 9396. In juni 2011 besliste het clubbestuur, na een poll bij de supporters, om onder de oude naam Eendracht Hekelgem door te gaan.

## Resultaten
| Seizoen | Klasse | Klasse | Klasse | Klasse | Klasse | Klasse | Klasse | Klasse | Reeks              | Punten | Opmerkingen |
|         | I      | II     | III    | IV     | P.I    | P.II   | P.III  | P.IV   |                    |        | |
| ------- | ------ | ------ | ------ | ------ | ------ | ------ | ------ | ------ | ------------------ | ------ | --- |
| 1965/66 |        |        |        |        |        |        |        | 9      | Vierde prov. Brab. | 18     | |
| 1966/67 |        |        |        |        |        |        |        | 1      | Vierde prov. Brab. | 36     | |
| 1967/68 |        |        |        |        |        |        | 8      |        | Derde prov. Brab.  | 25     | |
| 1968/69 |        |        |        |        |        |        | 8      |        | Derde prov. Brab.  | 21     | |
| 1969/70 |        |        |        |        |        |        | 11     |        | Derde prov. Brab.  | 23     | |
| 1970/71 |        |        |        |        |        |        | 6      |        | Derde prov. Brab.  | 33     | |
| 1971/72 |        |        |        |        |        |        | 1      |        | Derde prov. Brab.  | 49     | |
| 1972/73 |        |        |        |        |        | 6      |        |        | Tweede prov. Brab. | 31     | |
| 1973/74 |        |        |        |        |        | 11     |        |        | Tweede prov. Brab. | 28     | |
| 1974/75 |        |        |        |        |        | 16     |        |        | Tweede prov. Brab. | 13     | |
| 1975/76 |        |        |        |        |        |        | 11     |        | Derde prov. Brab.  | 27     | |
| 1976/77 |        |        |        |        |        |        | 10     |        | Derde prov. Brab.  | 26     | |
| 1977/78 |        |        |        |        |        |        | 2      |        | Derde prov. Brab.  | 39     | |
| 1978/79 |        |        |        |        |        |        | 2      |        | Derde prov. Brab.  | 37     | |
| 1979/80 |        |        |        |        |        |        | 3      |        | Derde prov. Brab.  | 43     | |
| 1980/81 |        |        |        |        |        |        | 2      |        | Derde prov. Brab.  | 38     | |
| 1981/82 |        |        |        |        |        |        | 13     |        | Derde prov. Brab.  | 23     | |
| 1982/83 |        |        |        |        |        |        | 4      |        | Derde prov. Brab.  | 34     | |
| 1983/84 |        |        |        |        |        |        | 9      |        | Derde prov. Brab.  | 29     | |
| 1984/85 |        |        |        |        |        |        | 12     |        | Derde prov. Brab.  | 26     | |
| 1985/86 |        |        |        |        |        |        | 4      |        | Derde prov. Brab.  | 35     | |
| 1986/87 |        |        |        |        |        |        | 11     |        | Derde prov. Brab.  | 28     | |
| 1987/88 |        |        |        |        |        |        | 1      |        | Derde prov. Brab.  | 52     | |
| 1988/89 |        |        |        |        |        | 4      |        |        | Tweede prov. Brab. | 37     | |
| 1989/90 |        |        |        |        |        | 1      |        |        | Tweede prov. Brab. | 52     | |
| 1990/91 |        |        |        |        | 1      |        |        |        | Eerste prov. Brab. | 49     | |
| 1991/92 |        |        |        | 2      |        |        |        |        | Vierde Klasse B    | 42     | |
| 1992/93 |        |        |        | 13     |        |        |        |        | Vierde Klasse B    | 27     | |
| 1993/94 |        |        |        | 13     |        |        |        |        | Vierde Klasse A    | 24     | |
| 1994/95 |        |        |        | 8      |        |        |        |        | Vierde Klasse B    | 32     | |
| 1995/96 |        |        |        | 6      |        |        |        |        | Vierde Klasse B    | 50     | |
| 1996/97 |        |        |        | 2      |        |        |        |        | Vierde Klasse B    | 53     | Derde periodetitel, winst in eindronde tegen Wezel Sport, maar uitschakeling tegen KVO Aarschot.                                             |
| 1997/98 |        |        |        | 2      |        |        |        |        | Vierde Klasse B    | 59     | Eindronde tegen KSK De Jeugd Lovendegem, KFC Eeklo; verlies tegen Verbroedering Denderhoutem maar toch promotie na winst tegen Stade Leuven. |
| 1998/99 |        |        | 3      |        |        |        |        |        | Derde Klasse A     | 56     | Derde periodetitel, winst in eindronde tegen KSK Heusden, KAS Eupen, maar toch promotie na verlies in finale tegen KMSK Deinze.              |
| 1999/00 |        | 12     |        |        |        |        |        |        | Tweede Klasse      | 40     | |
| 2000/01 |        | 17     |        |        |        |        |        |        | Tweede Klasse      | 24     | Degradatieplaats, maar club verdwijnt in fusie na het seizoen.                                                                               |

## Bekende spelers
- Mohamed Kanu
- Vincent Mannaert
- Kevin Van Geem

## Bekende trainers
- Maurits De Schrijver